# Drink Hunters
Drink Hunters és un grup de Celtic punk de Barcelona.
A finals del 2011, van presentar el seu primer àlbum de 13 cançons "With my Crew", el qual els va ajudar a obtenir diversos concerts i reconeixement fora de Catalunya i de la península Ibèrica. El març de 2012 van participar en un recopilatori de Paddy Rock (Paddy Rock Vol. 4) amb el tema "With my Crew" junt a altres grups com The Mahones o The Rumjacks. L'any 2014 van presentar el seu àlbum "Lurking behind the woods", que més tard van mostrar a la seva primera gira europea passant per França, Itàlia, Alemanya, Eslovàquia i la República Txeca. Aquell mateix any van presentar el seu primer videoclip del tema del seu nou disc "The Big Fella".

## Discografia
- With my Crew (autopublicat, 2012)
- Lurking behind the Woods (2014).[10]
- Shameless (autopublicat, 2016)